# Мятлево (Тверська область)
Мятлево (рос. Мятлево) — присілок в Калінінському районі Тверської області Російської Федерації.
Населення становить 35 осіб. Входить до складу муніципального утворення Емауське сільське поселення.

## Історія
Від 2005 року входить до складу муніципального утворення Емауське сільське поселення.

## Населення
| 2008 | 2010 |
| ---- | ---- |
| 49   | ↘35  |